# Banderahun (Ort)
Banderahun (Bandeira Hun, Bandeira) ist ein osttimoresisches Dorf im Suco Liurai (Verwaltungsamt Aileu, Gemeinde Aileu).

## Geographie und Einrichtungen
Der Ort Banderahun liegt südlich des Manolane, eines Nebenflusses des Nördlichen Laclos, an einer Straße, die nach Aileu im Osten führt. Nördlich der Straße gehören die Häuser zur Aldeia Banderahun, der südliche Teil des Dorfes, in dem sich auch die meisten wichtigen Gebäude stehen, gehört zu Coulaudo. Hier befinden sich der Sitz des Sucos Liurai, die MDG-Kapelle Banderahun und eine Kapelle der Assembleia de Deus. Nur im Westen reicht die Aldeia Banderahun weiter nach Süden über die Straße hinaus. Hier führt die Straße über eine Brücke, die Ponte Coulaudo, über einen kleinen Zulauf des Manolane.
Südöstlich von Banderahun liegt der Weiler Culteten, wo sich die katholische Kapelle San António befindet. Östlicher Nachbar ist das Dorf Raifusa (Suco Lausi). Wenn man der Straße nach Westen folgt, kommt man direkt in das Dorf Fatulmau und dann weiter nördlich zu den Dörfern Taratihi und Maurusa (Suco Seloi Malere).